# Libythea
Libythea är ett släkte av fjärilar. Libythea ingår i familjen praktfjärilar.

## Bildgalleri

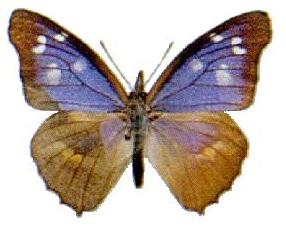
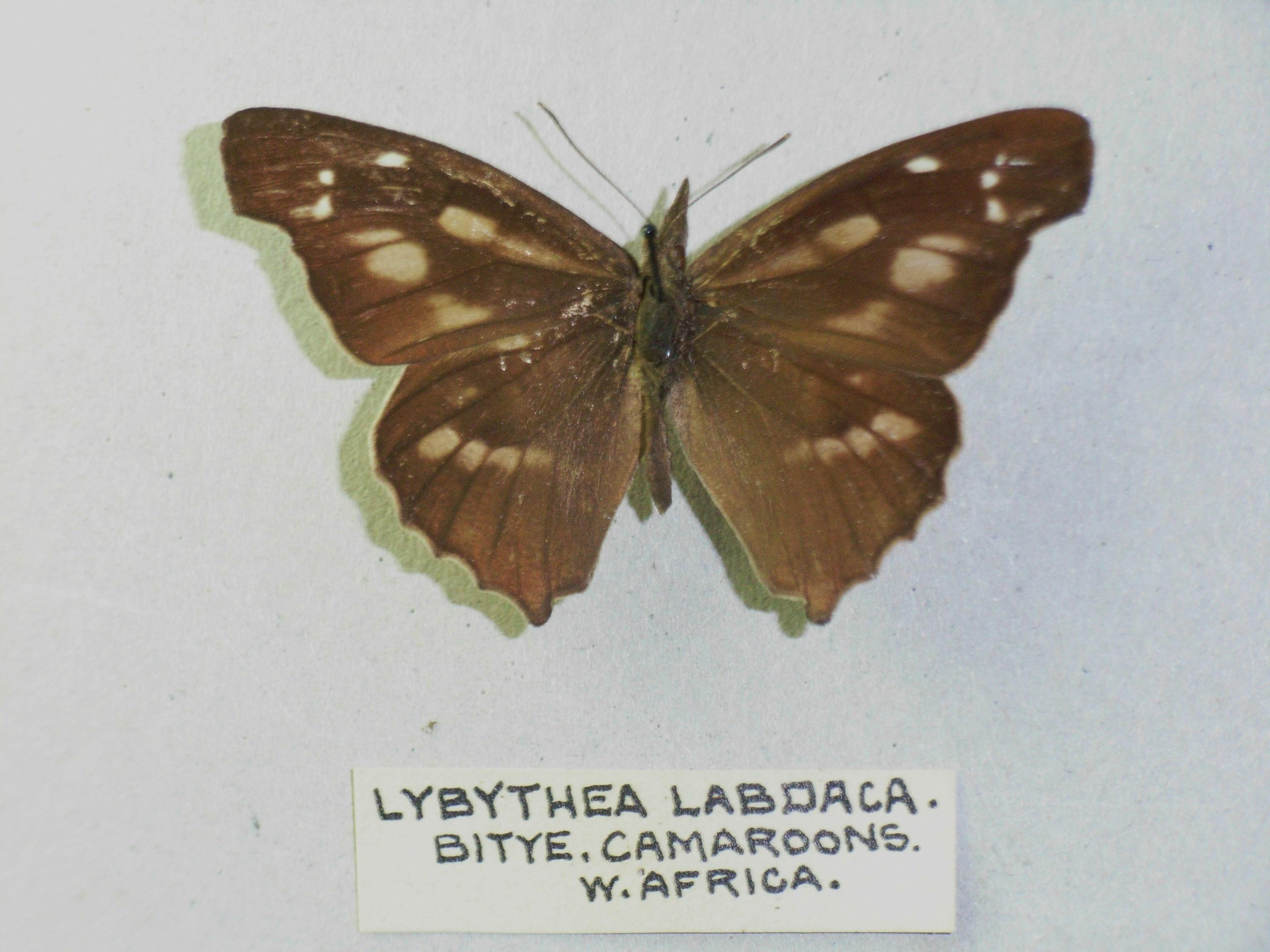
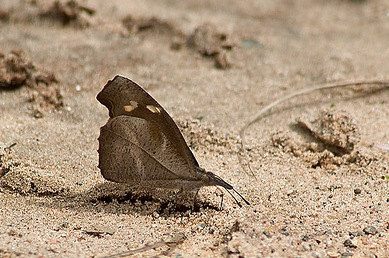
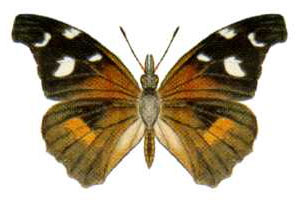
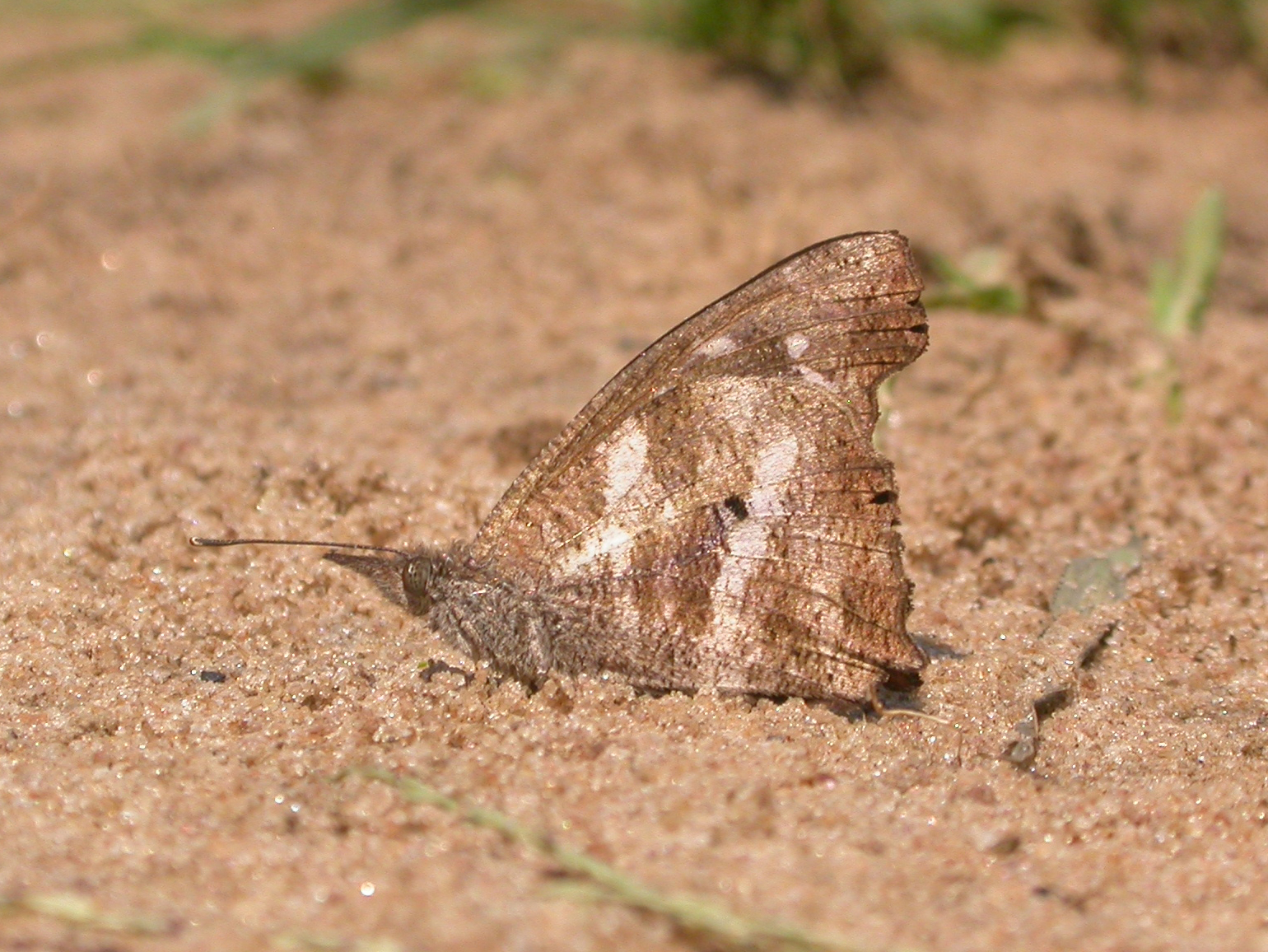

## Dottertaxa tillLibythea, i alfabetisk ordning[1]
- Libythea albonervulata
- Libythea alompra
- Libythea amaniana
- Libythea ancoata
- Libythea antipoda
- Libythea bardas
- Libythea batchiana
- Libythea batjana
- Libythea borneensis
- Libythea canuleia
- Libythea carma
- Libythea celebensis
- Libythea celtis
- Libythea celtoides
- Libythea ceramensis
- Libythea chinensis
- Libythea cinyras
- Libythea collenettei
- Libythea conjuncta
- Libythea deminuta
- Libythea denudata
- Libythea eugenia
- Libythea formosana
- Libythea genia
- Libythea geoffroy
- Libythea geoffroyi
- Libythea hatami
- Libythea hauxwelli
- Libythea hecura
- Libythea howarthi
- Libythea hybrida
- Libythea iwanagai
- Libythea labdaca
- Libythea laius
- Libythea latefulva
- Libythea lepita
- Libythea lepitoides
- Libythea libera
- Libythea livida
- Libythea luzonica
- Libythea maenia
- Libythea matsumurae
- Libythea minomoensis
- Libythea myrrha
- Libythea myrrhina
- Libythea nahathaka
- Libythea narina
- Libythea neratia
- Libythea nicevillei
- Libythea obscurenervulata
- Libythea ochracea
- Libythea orientalis
- Libythea pallida
- Libythea philippina
- Libythea pulchra
- Libythea pygmaea
- Libythea quadrinotata
- Libythea rama
- Libythea rohini
- Libythea rubescens
- Libythea sangha
- Libythea sanguinalis
- Libythea separata
- Libythea seramensis
- Libythea sumbawana
- Libythea sumbensis
- Libythea tamela
- Libythea tsiandava
- Libythea werneri
- Libythea violacea
- Libythea yawa